# 스키점프

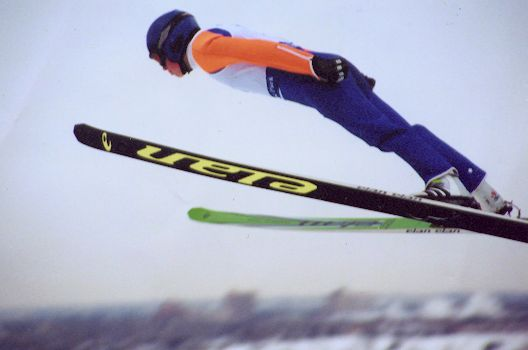
캐나다 캘거리의 한 스키 점프 선수의 모습.

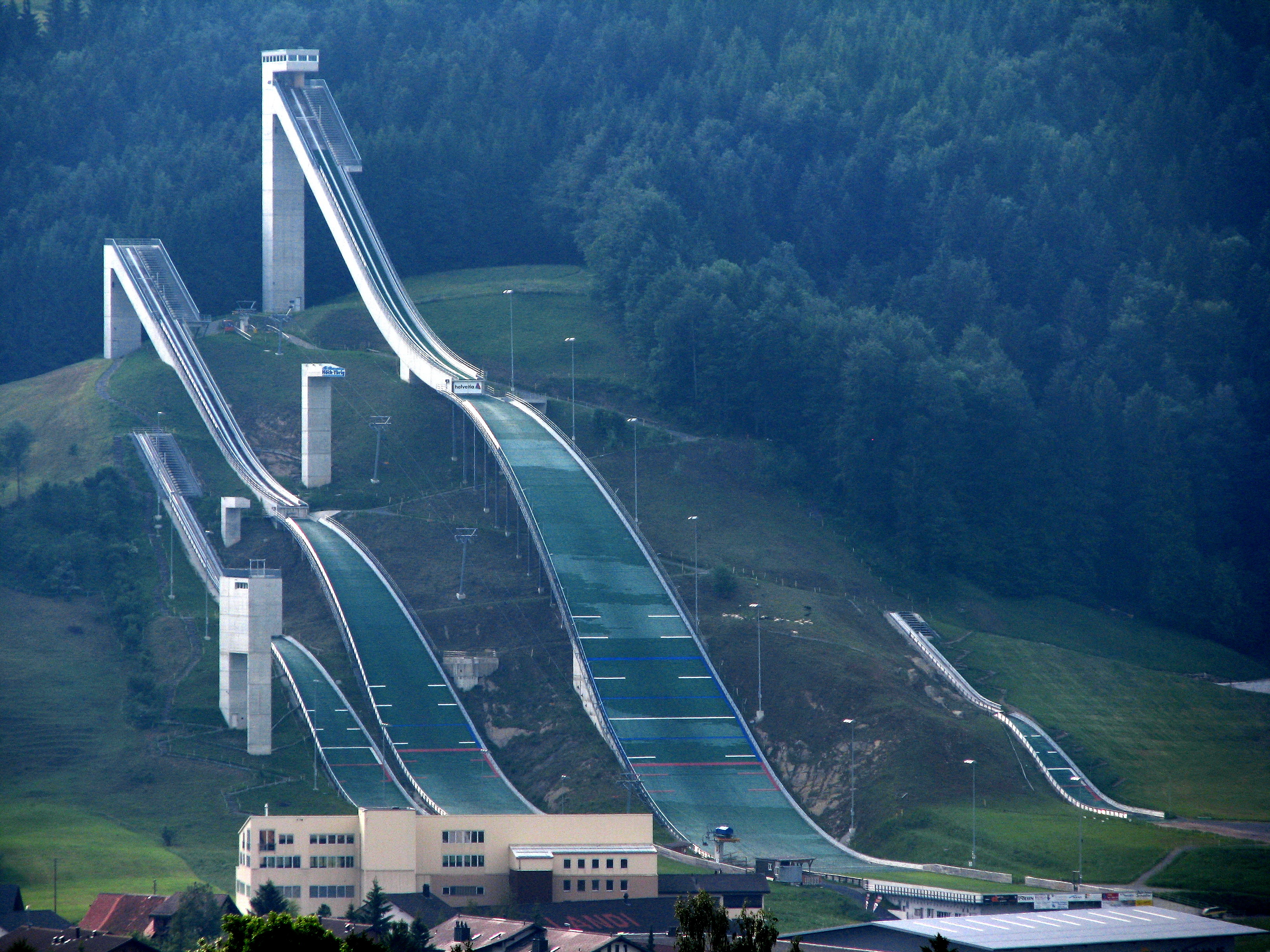
스위스 아인지델른의 스키 점프 시설.

스키점프(영어: ski jump, ski jumping, 문화어: 스키조약)는 스키 선수들이 비탈길을 타고 내려오다가 도약대에서 점프하여 가능한 멀리 날아가 착지하는 스포츠이다. 스키 선수들이 점프하는 거리뿐 아니라 점프 스타일에 따라서도 심판들이 점수를 준다. 스키 점프에 쓰이는 스키는 넓고 긴 편이다. (260 ~ 275 센티미터 (100 ~ 110 인치)) 스키점프는 눈 위에 펼쳐지는 주된 겨울 스포츠로 동계 올림픽의 일부가 되어 있지만 인공 환경(도약대의 자기류나 얼어붙은 레일 트랙, 랜딩힐의 플라스틱)이 제공된다면 여름에도 즐길 수 있다. 오늘날 가장 잘 알려져 있는 스키 점프 선수들은 그레고어 슐리렌차워(Gregor Schlierenzauer), 볼프강 로이츨(Wolfgang Loitzl), 지몬 아만(Simon Ammann), 얀네 아호넨(Janne Ahonen)이다. 그레고어 슐리렌차워는 현재 활동 중인 가장 탁월한 스키 점프 선수로 여겨지고 있다.

## 역사
스키점프는 노르웨이의 모르에달(Morgedal)에서 유래한다. 노르웨이와 덴마크의 군인 올라프 리예가 첫 스키 점프 선수로 알려져 있다. 1809년에 그는 스스로 다른 군인들 앞에서 공중으로 9.5 미터를 날아갔다. 1862년에 스키 점프 선수들은 훨씬 더 넓은 점프를 하고 더 오래 나갔다. 스포츠의 아버지라 불리는 노르웨이의 Sondre Norheim는 바위 위에서 스키 기구의 도움 없이 30미터를 점프하였다. 그의 이 기록은 30년 동안 지속되었다. 경기다운 첫 경기가 1862년에 트리실(Trysil)에서 열렸다. 널리 알려진 첫 스키 점프 경기는 1879년에 오슬로에서 열린 Husebyrennet였으며 여기서 노르웨이의 Olaf Haugann이 20미터를 기록하며 최초의 세계 신기록을 세웠다. 이 연간 행사는 1892년에 홀멘콜렌(Holmenkollen)으로 옮겨졌으며 홀멘콜렌은 스키 점프 발생지의 절정으로 남아 있다.

## 경기
오늘날 월드컵 스키 점프 경기는 세 종류의 힐에서 개최된다:
- 노멀 힐 경기 (Normal hill competitions): 측정선이 약 80~100미터이며 거리는 최대 110 미터 이상 도달할 수 있다.
- 라지 힐 경기 (Large hill competitions) 측정선이 약 120~130미터이며 거리는 145 미터 이상 도달할 수 있다.
- 스키 플라잉 경기 (Ski flying competitions): 측정선이 185미터이다.

아마추어 경기나 주니어 경기는 더 작은 힐에서 개최된다.

### 서머 점프
스키 점프는 여름에 물과 합쳐진 자기로 된 트랙과 플라스틱 풀밭에서 수행할 수 있다. 여름에도 수많은 경기가 있다. 월드컵 (하계 그랑프리)은 다음의 힐을 자주 이용한다:
- Hinterzarten K-95
- Courchevel K-120
- Einsiedeln K-105
- Klingenthal K-125
- Zakopane K-120
- Hakuba K-120
- Pragelato K-125
- Liberec K-120
- Kranj K-100

### 올림픽 경기
국제 올림픽 위원회 사이트에 따르면 다음과 같다:
스키 점프는 1924년 샤모니에서 개최한 최초의 경기 이후로 동계 올림픽 경기의 일부로 되어왔다. 라지 힐 경기는 인스브루크에서의 1964년 올림픽 경기의 올림픽 프로그램에 포함되었다.

## 국가별 최고 기록

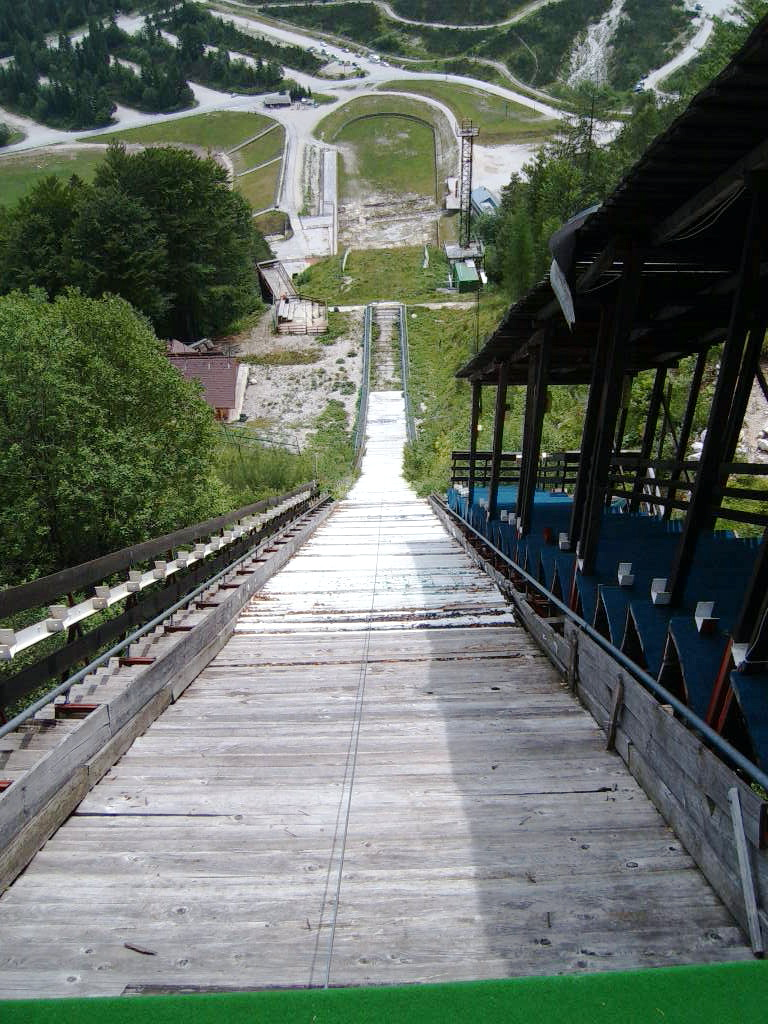
전 세계에서 가장 큰 점프대 Letalnica Bratov Gorišek는 슬로베니아 플라니차(Planica)에 위치해 있다

| 나라         | 선수                             | 미터  | 피트 | 장소              | 해       | 출처        |
| ------------ | -------------------------------- | ----- | ---- | ----------------- | -------- | ----------- |
| 오스트리아   | 슈테판 크라프트 (WR)             | 253.5 | 831  | 비케르순드        | 2017     | [ 3 ] [ 4 ] |
| 노르웨이     | 로버트 요한손                    | 252.0 | 826  | 비케르순드        | 2017     | [ 3 ] [ 4 ] |
| 폴란드       | 카밀 스토흐                      | 251.5 | 825  | 플라니차          | 2017     | [ 5 ] [ 4 ] |
| 슬로베니아   | 페터 프레우츠                    | 250.0 | 820  | 비케르순드        | 2015     | [ 6 ]       |
| 독일         | 마르쿠스 아이젠비흘러            | 248.0 | 814  | 플라니차          | 2017     | [ 4 ]       |
| 미국         | 케빈 비크너                      | 244.5 | 802  | 비케르순드        | 2017     | [ 4 ]       |
| 일본         | 이토 다이키                      | 243.0 | 797  | 비케르순드        | 2017     | [ 4 ]       |
| 핀란드       | 얀네 하포넨                      | 240.0 | 787  | 비케르순드        | 2011     | [ 4 ]       |
| 스위스       | 지몬 아만                        | 239.5 | 785  | 비케르순드        | 2017     | [ 4 ]       |
| 체코         | 안토닌 하예크                    | 236.0 | 774  | 플라니차          | 2010     | [ 4 ]       |
| 러시아       | 디미트리 바실리에프              | 233.5 | 766  | 비케르순드        | 2015     | [ 4 ]       |
| 이탈리아     | 알렉스 인삼                      | 232.5 | 763  | 플라니차          | 2017     | [ 4 ]       |
| 프랑스       | 뱅상 데콤 세부와                 | 230.5 | 756  | 비케르순드        | 2016     |             |
| 캐나다       | 맥캔지 보이드-클라우즈           | 224.0 | 735  | 플라니차          | 2016     | [ 7 ]       |
| 불가리아     | 블라드미르 조그라프스키          | 213.5 | 700  | 플라니차          | 2013     |             |
| 에스토니아   | 카렐 누름살루                    | 213.0 | 698  | 플라니차          | 2017     | [ 4 ]       |
| 스웨덴       | 이삭 그림홀름                    | 207.5 | 681  | 플라니차          | 2007     | [ 4 ]       |
| 대한민국     | 최흥철                           | 207.5 | 681  | 플라니차          | 2008     | [ 4 ]       |
| 벨라루스     | 표트르 발랸치나비치 차아다예우   | 197.5 | 648  | 쿨름              | 2006     | [ 4 ]       |
| 카자흐스탄   | 라딕 자파로프                    | 196.5 | 645  | 플라니차          | 2007     | [ 4 ]       |
| 슬로바키아   | 마르틴 메식                      | 195.5 | 641  | 쿨름              | 2006     | [ 4 ]       |
| 우크라이나   | 슘바레츠 비탈리 이호로비치       | 189.5 | 622  | 플라니차          | 2009     |             |
| 그리스       | 니코스 폴리흐로니디스            | 186.0 | 610  | 오베르스트도르프  | 2013     | [ 4 ]       |
| 네덜란드     | 크리스톱 크뢰저르                | 162.0 | 531  | 플라니차          | 2002     | [ 4 ]       |
| 튀르키예     | 무함메드 무니르 궁겐             | 145.0 | 475  | 루카툰투리        | 2016     | [ 4 ]       |
| 조지아       | 코바 바르데니스 제 차카제        | 142.0 | 466  | 비케르순드        | 1967     | [ 8 ]       |
| 스페인       | 베르낫 솔라                      | 141.0 | 463  | 타우플리츠        | 1986     | [ 4 ]       |
| 헝가리       | 가보르 겔레르                    | 139.0 | 456  | 하라호프          | 1980년대 | [ 4 ]       |
| 덴마크       | 안드레아스 비엘케 뉘가르드       | 137.0 | 449  | 릴레함메르        | 2000년대 | [ 4 ]       |
| 영국         | 로버트 로크                      | 130.0 | 427  | 파크시티 (유타주) | 2015     | [ 9 ]       |
| 루마니아     | 소린 이울리안 프테아             | 128.0 | 420  | 엥겔베르크        | 2013     | [ 4 ]       |
| 키르기스스탄 | 드미트리 알렉산드로비치 치비코프 | 124.0 | 407  | 인스부르크        | 2002     | [ 10 ]      |
| 중국         | 톈 잔둥                          | 121.5 | 399  | 비쇼프스호펜      | 2004     | [ 11 ]      |
| 크로아티아   | 요시프 슈포레르                  | 102.0 | 335  | 플라니차          | 1940년대 | [ 12 ]      |
| 라트비아     | 크리스탑스 네주보르츠            | 102.0 | 335  | 리베레츠          | 2012     | [ 13 ]      |
| 리투아니아   | 즈비그니에우 키베르트            | 86.0  | 282  | 니즈니노브고로드  | 1960     | [ 14 ]      |
| 아이슬란드   | 스카르프혜딘 그뷔드뮌손          | 80.0  | 262  | 스쿼밸리          | 1960     | [ 15 ]      |

1. ↑  당시 유고슬라비아 사회주의 연방공화국.
2. ↑  당시 소비에트 사회주의 공화국 연방.

## 점수를 매기는 방식
점프 거리와 점프 스타일에 따른 채점 방식을 기준으로 승자를 결정한다.
언덕마다 목표 기준 거리인 K점(임계점, Kritisch Point)이라는 지점이 있다. 착륙지 중, 점프 선수들이 가장 많이 착지하는 지점이기도 하다. 이 기점은 가설 활주로 위에서 K라인으로 표시한다. K-90, K-120 경기에서 K 라인은 각각 90 미터(300 피트), 120 미터(390 피트)를 뜻한다.
선수들은 K라인에 착지하면 점프 거리 점수 60점을 얻는다. K라인에 착지하지 않았을 경우, K라인을 기준으로 1 미터(3 피트) 멀어질 때마다 1.8점의 가산점 혹은 감산점을 받는다. 여기서 미터값은 언덕의 크기로 결정한다.
타워에서는 5명의 심판이 착지 점수를 정한다. 그들은 다음과 같은 기준에 따라 최대 20점까지 선수에게 줄 수 있다.
1. 날아가는 동안 스키를 안정된 자세로 유지하는가.
2. 균형은 어떠한가.
3. 신체 위치와 착지 상태가 좋은가.

5명의 심판이 매긴 점수 중, 가장 높은 것과 가장 낮은 것을 제외하고 가산한다. 이를테면 K-120 점프에서, 심판들 중 적어도 네 명이 20점을 줌으로써 만점을 받은 경우, 그리고 도약하는 선수가 K점에 착지하였을 경우 총 120점을 받게 된다.
2010년 1월에는 다양한 실외 조건을 고려하여 새로운 채점 방식이 도입되었다. 공기역학과 도약 속도가 점프값을 결정하는 중요한 변수이며 경기를 하는 동안 날씨 조건이 바뀌면 이 조건들은 모두에게 공평하지 않게 되므로 불공평한 것으로 인정된다. 점프 선수는 인런 길이가 수정되면 점수를 받을 수도 잃을 수도 있다. 고급 계산은 또한 도약 시기의 실제 풍향 조건에 따라 점수를 얻을 수도 잃을 수도 있다. 이러한 점수들은 점프 그 자체 점수에 추가되거나 그 점수에서 빠질 수 있다.
한 경기에 각 한 선수가 두 번의 점프를 하며, 두 번의 점프에서 각각 받은 점수를 합산하여 승자를 결정한다.

## 기술
스키 점프의 기술은 모두 4개로 나뉜다.
1. 활강
2. 도약 (점프)
3. 비행
4. 착지

각 부분에서 선수는 최고의 거리와 스타일 점수를 내기 위해 각 기술에 집중하여 연습할 것을 요구 받는다. 1985년에 스웨덴의 얀 보클뢰브가 개척한 현대의 V 테크닉을 사용하여 세계급 스키 선수들은 기존의 기술과 견주어 약 10%까지 도약 거리를 늘릴 수 있다. 공기역학은 최근의 스키 점프 복장 규제로 인해 현대의 스키 점프에 중요성이 커지고 있다.

## 인기
스키 점프는 스칸디나비아와 유럽 중부에서 관중들과 TV 시청자들에게 인기가 있다. 거의 대부분 월드 클래스 스키 점프 선수들은 앞서 언급한 지역이나 일본에서 배출된다. 전통적으로 높은 기록을 내는 국가들은 핀란드, 노르웨이, 독일, 오스트리아, 폴란드, 슬로베니아, 일본이다. 대한민국에서는 비인기 종목으로 여겨지고 있다.

## 같이 보기
- 스키
- 프리스타일 스키

### 대중 문화
- 국가대표 (2009년, 대한민국)
- 독수리 에디